# Pudian Road (lijn 4)
Pudian Road (浦电路; Pinyin: Pǔdiàn Lù) is een station van de metro van Shanghai in het district Pudong. Het station wordt bediend door lijn 4. 
Iets meer oostwaarts aan Pudian Road is ook het metrostation Pudian Road gelegen, wat bediend wordt door lijn 6 maar deze twee stations bieden geen overstapmogelijkheid.  Voor die overstap tussen de twee lijnen kan men zowel op lijn 4 als lijn 6 wel een station meer naar het noorden (Century Avenue) of een station meer zuidelijker (Lancun Road) gebruiken.
Het ondergronds station ligt aan de kruising van Fushan Road en Pudian Road in het westen van Pudong. Het station is van op straatniveau bereikbaar via drie verschillende ingangen. Het station heeft een eilandperron tussen de twee sporen van de lijn.
Het metrostation van Pudian Road werd op 31 december 2005 ingehuldigd.
← Yishan Road · Shanghai Indoor Stadium · Shanghai Stadium · Dong'an Road · Damuqiao Road · Luban Road · South Xizang Road · Nanpu Bridge · Tangqiao · Lancun Road · Pudian Road · Century Avenue · Pudong Avenue · Yangshupu Road · Dalian Road · Linping Road · Hailun Road · Baoshan Road · Station Shanghai · Zhongtan Road · Zhenping Road · Caoyang Road · Jinshajiang Road · Zhongshan Park · West Yan'an Road · Hongqiao Road → 

Lijnen van de metro van Shanghai: 1 · 2 · 3 · 4 · 5 · 6 · 7 · 8 · 9 · 10 · 11 · 12 · 13 · 14 · 15 · 16 · 17 · 18 · Pujiang Line